# Fogarina
Il fogarina è un vitigno storico dell'Emilia-Romagna a bacca nera, coltivato in maggior parte nei comuni reggiani in riva a Po di Boretto, Gualtieri e Guastalla e noto soprattutto per la popolare canzone del folclore d'Italia L'uva fogarina. 

## Storia
Fino al 1930 era molto diffuso tanto che, nel 1927, sul periodico L'Italia Agricola un servizio di G. Toni specificava che era il vitigno più diffuso nella provincia di Reggio Emilia  e che 
()
Il declino cominciò con il mancato riconoscimento burocratico come varietà a sé stante. La denominazione "Fogarina" deriverebbe dalla capacità del vitigno di mettere fuoco e vigore a vitigni più scadenti. Come discendenza sembra che derivi da ibridazioni naturali della Vitis vinifera sativa, con la varietà selvatica var. sylvestris, la "lambrusca" citata anche da Virgilio.

## Caratteristiche
Da questo vitigno si ricava il vino omonimo, entrato nel 2024 nel disciplinare del Reggiano DOC come tipologia "Fogarina" e unità geografica "Gualtieri".
Vinifcato in rosso o rosato, prevalentemente nelle tipologie frizzante e spumante, è caratterizzato dal profumo fruttato, ottima acidità e moderata gradazione alcolica.
Essendo una varietà a maturazione tardiva la sua vendemmia coincideva con la fine della stagione delle raccolte. 
Il testo della canzone è parodia di alcuni cori da stadio, tipo "11 maggio 2001" (cambiando i versi della vittoria del Milan 6 a 0) oppure la stessa "uva fogarina".

## Testo della canzone
ritornello :
Tililililin, tililililin, tililili lin lin lin lin lin
Oh com'è bella l'uva fogarina 

oh com'è bello saperla vendemmiar 

a far l'amor con la mia ohi bella 

a far l'amore in mezzo al prà. 

Oh com'è bella l'uva fogarina 

oh com'è bello saperla vendemmiar 

a far l'amor con la mia bella 

a far l'amore in mezzo al prà. 

Ritornello
Oh com'è bella l'uva fogarina 

oh com'è bello saperla vendemmiar 

a far l'amor con la mia ohi bella 

a far l'amore in mezzo al prà. 

Filar no la vol filar 

cusir non lo sa far 

il sol de la campagna 

il sol de la campagna 

Filar no la vol filar  

cusir non lo sa far 

il sol de la campagna 

la dis che'l ghe fa mal. 

Teresina imbriacona 

poca voeuja de lavorà 

la s'è tolta ona vestaja 

la gh'ha ancora da pagà. 

Filar no la vol filar 

cusir non lo sa far 

il sol de la campagna 

il sol de la campagna 

Filar no la vol filar 

cusir non lo sa far 

il sol de la campagna 

la dis che'l ghe fa mal. 

Oh com'è bella l'uva fogarina 

oh com'è bello saperla vendemmiar 

a far l'amor con la mia ohi bella 

a far l'amore in mezzo al prà. 

Ritornello